# 207-я смешанная авиационная дивизия
207-я смешанная авиационная дивизия (207-я сад) — соединение Военно-Воздушных сил (ВВС) Вооружённых Сил РККА, принимавшее участие в боевых действиях Великой Отечественной войны.

## Наименования дивизии

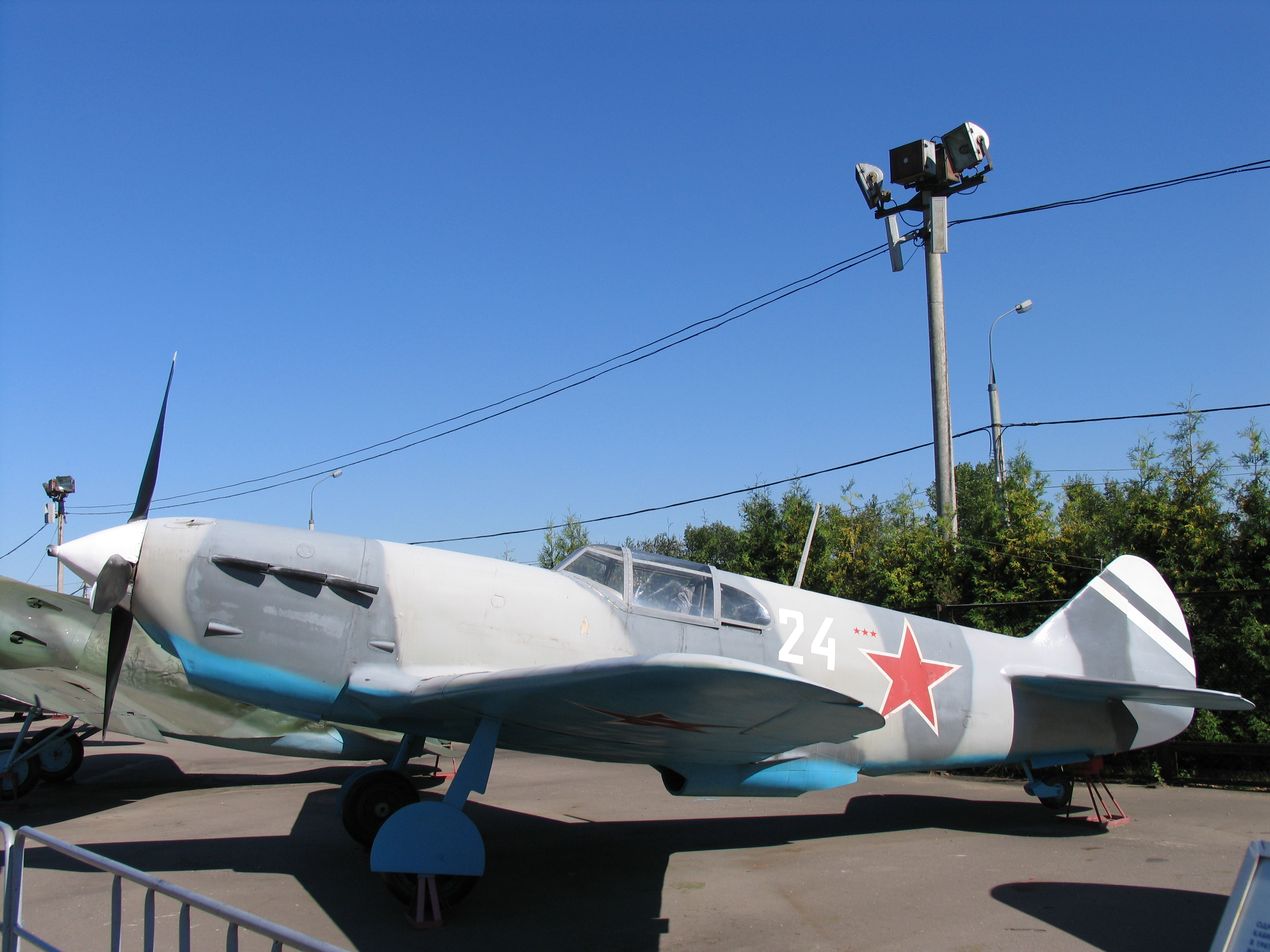
ЛаГГ-3

- 207-я смешанная авиационная дивизия
- 207-я истребительная авиационная дивизия
- 11-я гвардейская истребительная авиационная дивизия
- 11-я гвардейская Днепропетровская истребительная авиационная дивизия
- 11-я гвардейская Днепропетровская Краснознамённая истребительная авиационная дивизия
- 11-я гвардейская Днепропетровская Краснознамённая ордена Богдана Хмельницкого II степени истребительная авиационная дивизия
- 195-я гвардейская Днепропетровская Краснознамённая ордена Богдана Хмельницкого II степени истребительная авиационная дивизия
- 11-я гвардейская Днепропетровская Краснознамённая ордена Богдана Хмельницкого II степени истребительная авиационная дивизия
- Полевая почта (войсковая часть) 19066

## Создание дивизии
207-я смешанная авиационная дивизия создана 13 мая 1942 года Приказом НКО СССР на базе ВВС 61-й армии

## Переименование дивизии

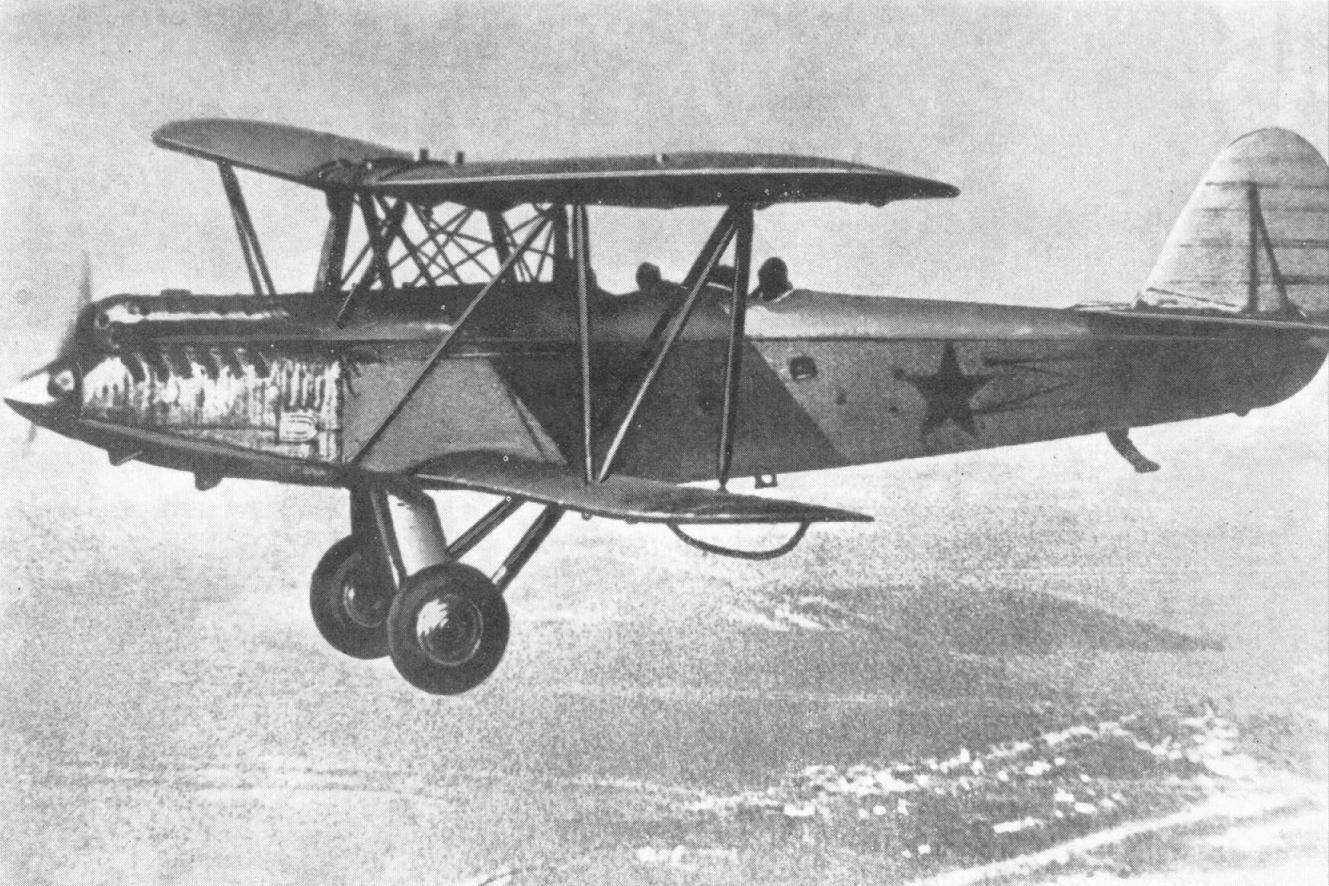
Самолёт Р-5

207-я смешанная авиационная дивизия 20 мая 1942 года преобразована в 207-ю истребительную авиационную дивизию на основании Приказа НКО

## В действующей армии
В составе действующей армии:
- с 13 мая 1942 года по 20 мая 1942 года, всего 8 дней

## Командир дивизии
- Полковник Мачин Михаил Григорьевич[4]. Период нахождения в должности: с 13 мая 1942 года по 20 мая 1942 года

## В составе объединений
| Дата            | Фронт (округ)  | Армия                | Примечания |
| --------------- | -------------- | -------------------- | ---------- |
| 13.05.1942 года | Западный фронт | ВВС Западного фронта |            |
| 20.05.1942 года | Брянский фронт | 2-я воздушная армия  |            |

## Части и отдельные подразделения дивизии
За весь период своего существования боевой состав дивизии претерпевал изменения, в различное время в её состав входили полки:
| Период                  | Наименование                                               |
| ----------------------- | ---------------------------------------------------------- |
| 13.05.1942 — 20.05.1942 | 620-й ночной легкобомбардировочный авиационный полк (Р-5)  |
| 13.05.1942 — 20.05.1942 | 734-й ночной легкобомбардировочный авиационный полк (По-2) |
| 16.05.1942 — 20.05.1942 | 263-й истребительный авиационный полк (ЛаГГ-3)             |
| 13.05.1942 — 20.05.1942 | 594-й ночной легкобомбардировочный авиационный полк        |
| 13.05.1942 — 20.05.1942 | 703-й ночной легкобомбардировочный авиационный полк        |
| 13.05.1942 — 20.05.1942 | 875-й отдельный смешанный авиационный полк                 |

## Участие в операциях и битвах

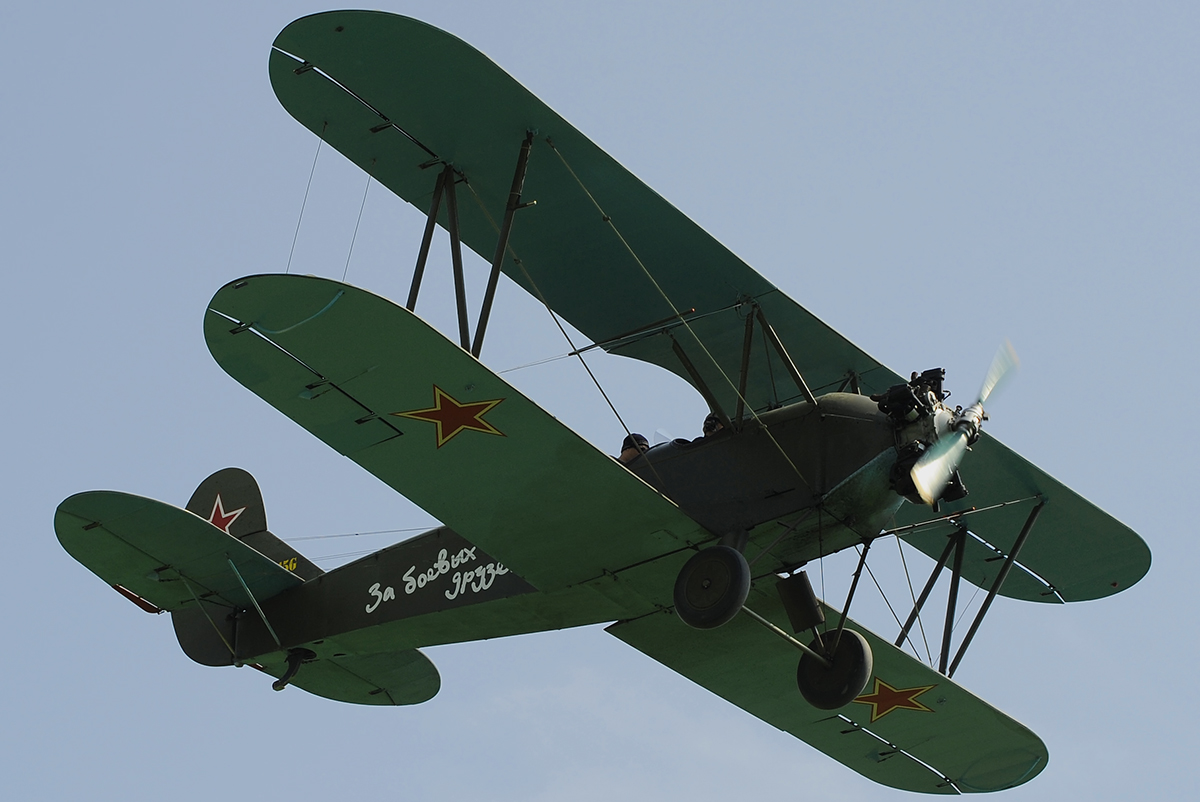
Самолёт По-2)

В операциях и битвах дивизия не участвовала. Части дивизии проводили вылеты по сопровождению бомбардировщиков и штурмовиков, разведке и штурмовке наземных войск и аэродромов противника в районе Брянск — Орёл — Воронеж.